# バウル (ベンガル)
バウル(ベンガル語:বাউল)はインドとバングラデシュにまたがるベンガル地方の歌い人。適切な訳語が無く吟遊詩人、神秘的詩人、芸術的修行者など様々に呼ばれる。村瀬智は敬意を込めて「風狂のうたびと」と名付けた。ユネスコ無形文化遺産である。

## 概要
バウルとはインド東部の西ベンガル地方からバングラデシュ全域の旧称東ベンガル地方にまたがり、ごく少数点在している歌う修行放浪者である。ディッカと呼ばれる入門式と、仏教の出家に似たベックと呼ばれる儀式を経てバウルの世捨て人となり、世俗を捨て師に入門し、静寂を知る修行、自らの内面を旅して人間を知る修行、欲を捨て去る修行など様々な修行を経て、悟りを開いたのちに個人宅を訪問し、玄関先で歌いその報酬として布施を受けて生活する。
このベックと呼ばれる出家の儀式では、俗世間の一切を捨てて、定住を捨て身分を捨てて放浪の旅人となり、風の様な存在となる事。および生産や商業などおおよそ世俗的な(紛争の原因となりうるような）経済活動も捨ててマドッコリと呼ばれる托鉢活動のみを生活の糧にする事などを誓うという。しかし、出家するとしながらも特定の宗教宗派には属さず、かと言って対立する訳でもなく、時として宗教対立の和解を意図した歌などを歌ったりしつつ、相手を否定したり攻撃したりする事もなく温和柔軟に社会に溶け込んでいる。これらの出家制度は、原初仏教の出家に似ているが、違う点は完全な禁欲ではなく、節欲的であり、例えば妻帯と性交も許されるが、女体保護の観点から性交は月1回に限定され、子を成すのも原則としては禁止される。性欲を含めた欲をコントロール下に置くとともに、完全な禁欲ではなく女性を愛する事も学ぶ。ただしこれは欲に流されて安易に子を作ってはいけないために、例外的に親を超える子ができるとの予感を受けた時のみ子を成すことが許される。また、戒律でがんじがらめにする訳でもなく、風のようであれ（自由であれ）という意思の元に、相手を思いやる為に誓いがあるものの、その反面それに縛られないのもバウルとする厳しくも優しげな意思も両立している。そのため数は少ないが、夫婦で活動し規則をやぶって欲に流され子を作り師に呆れられるバウルや、職業を共存するバウル、歌わずに瞑想ばかりしているバウル、修行をせずに歌ばかり歌っているバウルなども存在しているとされる。
みずからを自由な「風」あるいは、形式にとらわれずに枠に収まらない「狂」と認識しているバウルは、上記典型例を軸にして、それから若干外れたものもバウルとして存在している。その形式に収まらない姿から、研究者ですら何がバウルであって何がバウルでないのか、定義に混乱しており、川内有緒は”知れば知る程、バウルがなんであるか分からなくなる”との趣旨の言葉を自著で述べ、バウルと結婚した日本人女性ホリ・ダシは「言い表せない」と述べ、バウルの弟子入りした佐藤友美はバウルがなんであるか問われて「分からない・・・」と答えた。一般的にバウルの歌を歌っている者がバウルとみなされていたが、歌っていないものもバウルであるといい、研究者によってデッカ（入門式）を受けたものがバウルとの定義もなされた(実際に英語版ウィキペディアではその定義でバウルを記載してある)が、村瀬の調査では入門式すら受けていないバウルが多数存在しており、あるいはバウルの歌を歌い入門式を経ていても、自他ともにバウルでないと言うものも居る塩梅である。まさに風と呼ぶにふさわしい、専門の研究者ですら惑わせる定義困難な人々について、村瀬は、男性バウルが59名、女性のバウルニが5名、元バウルが1名、在家が1名の録音許可を得たバウルのインタビューから、何がバウルであり何がバウルでないかの認識を拾い上げ、「バウルの道を歩んでいるか否か」および「マドッコリ（托鉢）を行っているか否か」が基準であると結論づけている。
かつては存在自体が貴重で、幻の歌い手などと呼ばれ、名は知っていても聞いたことがなく、探し求めて旅をしても会えずに、あきらめて家に帰ったら家の前で歌っていた逸話などが面白おかしく言い伝えられていた(外に探すな、内にある)。
1970年代以降、録音装置が発達してバウルの歌が録音されるようになり、特にCDが普及し始めた後にバウルの歌は爆発的な人気が出た。特にバングラデシュでの人気は高く、国歌『我が黄金のベンガルよ』もバウルの歌を元に作られている。その独特の文化芸能あるいは芸術性や、さらには宗教的対立などを緩和した功績が認められ、ユネスコ無形文化遺産に認定された。なお、インド東のベンガル地域とバングラデシュはもともとは同じ単一民族、同じ言葉を話す同一国であった。バングラデシュとはベンガル語でベンガル人の国という意味であり、イスラム教とヒンドゥー教の宗教対立で分裂した国家である。両国がいがみ合う間も、バウルは国境を行き来して民族や宗派を超えて愛する事の大事さを歌いあげてきたという。
ラビンドラナート・タゴールは、バウルの歌声を聞いて感動し、それを詩集『ギタンジャリ』にまとめ自ら英訳して750部配布した。これらは絶賛され翌1913年にアジア人初のノーベル賞となるノーベル文学賞を受賞した。この詩集はバングラデシュの国歌に転用された。
現代では、CD等に触発されてバウル風の歌を歌うバウルミュージシャンや、バウルのグル（師匠）に入門して修行よりも歌を歌う事を主眼としたバウルシンガーなど様々なバウルが存在し、それらは増えているとされるが、家々を回り厳しい中にも歌と布施で食いつなぐ昔ながらの修行者的なバウルは極めて減少しているとされる。

## 語源
ベンガル語で、バウルは「狂った」という意味が元々の意味であり、その語源はサンスクリット語の風邪に当てられて狂った熱気、という意味にして日本語の「狂」よりは元々の語源からしてニュアンスが違う。また、バウルが活動した結果として、「狂」の意味が本来のより悪い意味からさらに緩和されて、より良いニュアンスが現在当地には浸透している。その結果、バウルの第一字義は「狂」であったが、バウルの歌い人が活動するにしたがって、「狂」という意味より「歌い人」という意味の方が、優先し辞書などにも記載される事が増えてきている。この好意的に扱われた「狂」という字義は、バウルの自由行動を容認する論拠とされており、例えば当地方では厳しいカースト制度がひかれているにもかかわらず、「狂」を名目に、身分差別の社会ルールから除外する事が容認されているなど、独特の社会的な規範となっている。また、「狂った」事を理由に様々な他の社会的制約からも解き放たれており、例えばインド－パキスタン間の国境の行き来が厳しく規制されて居た時でも黙認されていたなどの記述が研究者の著作物に記載されている。これらから日本語の「狂」と語感は違い、どちらかというとベンガル語における狂（バウル）は日本語の「自由」に近いニュアンスで使われている事がうかがい知れる。

## 歴史
バウルの起源歴史は判明していない。一説には初のバウルは牛飼い女ゴピーである。彼女はクリシュナを見て恋をして、そしてバウルとなったとされる。ただし、ここでいうバウルとなったのが、歌い人の始まりとしてのバウルと化したのか、単に「狂った」という意味で使われているのかはっきりしない。 ヒンドゥー教の伝承によれば、クリシュナの没年は紀元前3102年の2月18日とあるため、両伝承が正しく、また、ゴビーがうたい人としてのバウルの祖であれば、バウルには約5千年の歴史がある事になるが、長らく「バウルは文字を持たない」とされている為に、記録は長らく残っておらず、はっきりしない。明確にバウルについて文献上現れるのは15世紀ごろからである。

## バウルの歌
バウルの歌は機知に富んでいて、ユーモラスであり、なおかつ意味深で考えさせる歌詞となっている。また、憎しみを捨て愛する事を推奨するような歌詞や、あるいは愚かさをユーモラスに歌い、時として人としての失敗談を知らせ、繰り返される悲劇を止めるような意図で歌っている歌詞も多いとされる。人間の愚かさを阻止するための歌詞も多く、例えば「聖者をきどって何になる」では、名誉欲にかられ、聖者（名誉ある地位）を詐称・偽装する人間が花の蜜を集める蜂(小昆虫)にも劣り役に立たない様を楽しく滑稽に歌い上げ、愚かな事はもうやめようと問いかけている。これらなど、人生に役立つ歌が多い。音楽的には、民族音楽にしてはテンポが速く、アンダンテかそれより若干早い音楽が多く、テンポよく活気あり熱気ある音楽が多い。かつてインド・パキスタン両国にまたがるベンガル地方では、たとえ貧困であっても、バウルの歌を聞き、それに布施できる事は民衆にとっての喜びとする風習が根付いていたとされる。

## 関連人物

### バウル

#### 牛飼い女ゴピー
バウルの起源とされる人物。16000人の妃を愛したとされる伝説上の愛の神クリシュナを見て、恋に落ちて狂たとされる。

#### フォキル・ラロン・シャハ

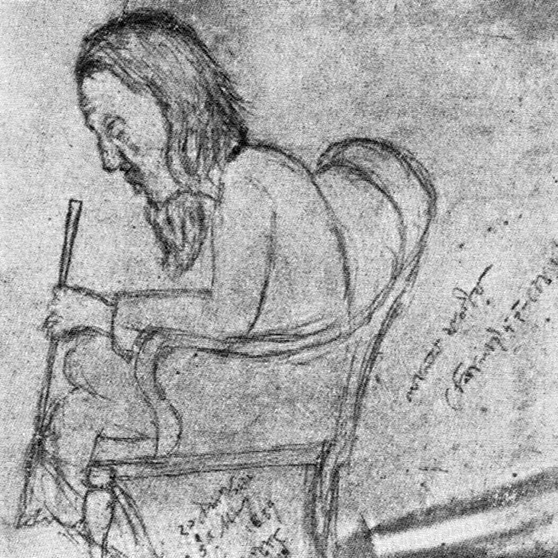
ラロン肖像画1889年。タゴール筆と伝わる

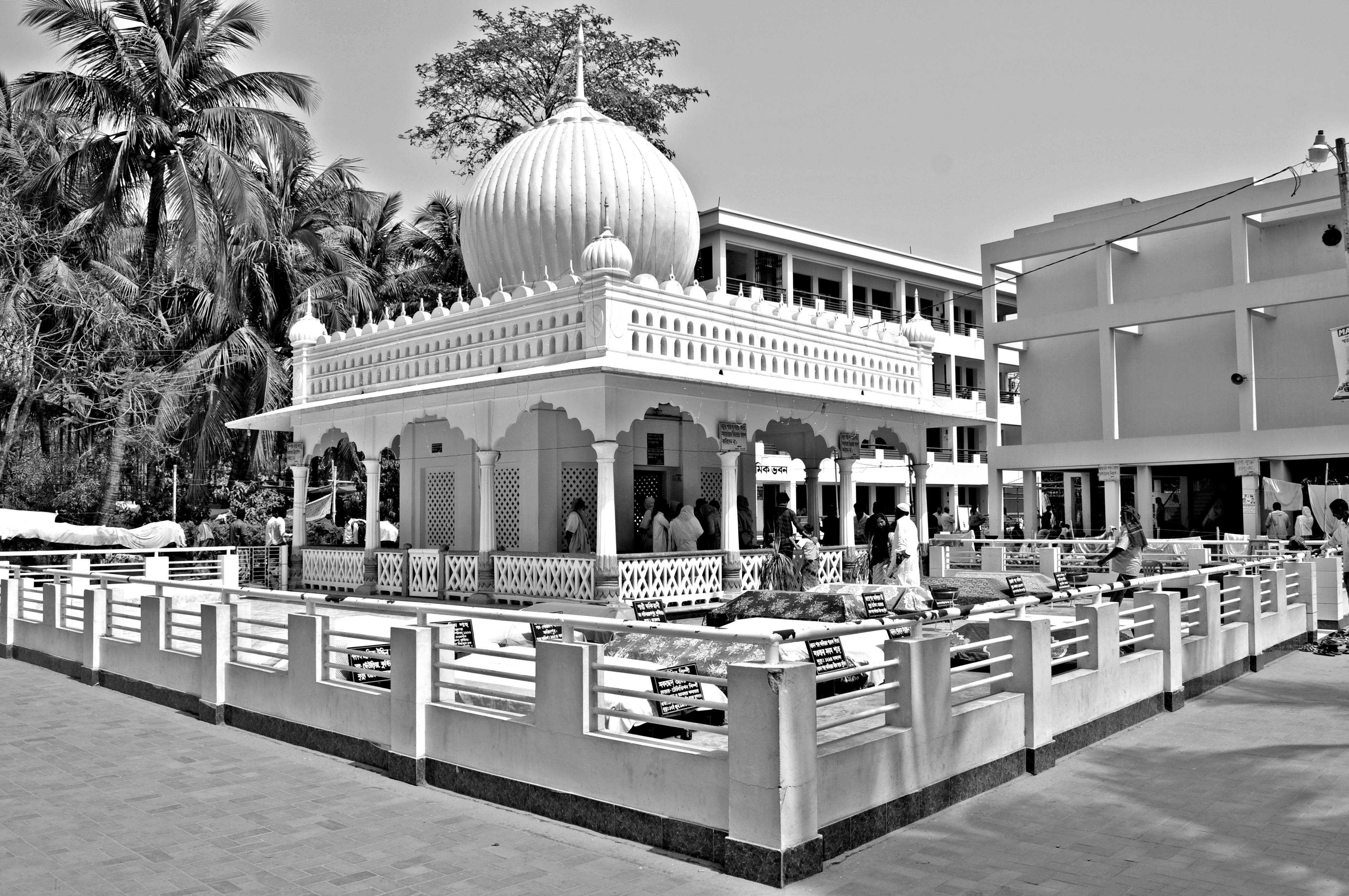
ラロン廟

バウル中興の祖。高貴裕福な家に生まれる。旅先で病にかかり死にかけ道で意識を失い倒れていた時にイスラム教の女性に助けられ、看病の末に九死に一生を得た。その後、無事帰郷するも、宗教対立先の村に助けられた事をなじられ、失意の内に故郷を去り放浪の旅に出た。旅先にてバウルのグル（師匠）と出会い、弟子入りした。宗派や村、民族など人を分け隔てるものに苦しみ、それを超える唄を歌いだした。偶然ながら芸術的才覚に恵まれて、バウルの詩ち歌を芸術的レベルまで引き上げたとされる。細々と続いていたバウルが、芸術的才覚によって爆発的に広まり、また、多くの人に愛されるきっかけを作った。現存するバウルは、すべて彼の弟子筋にあたると説明される程に影響が大きい人物でもある。ただし、ラロンの弟子系統以外のバウルも存在が確認されている。2010年にその人生は モナー・マヌシュという題名で映画化された。生涯に千曲とも二千曲ともいわれるバウルの歌を作ったとされる。一説には1万曲をこえるとの風説も存在しているが、確実にラロンの曲だとみなされているのは800曲ほどである。最晩年亡くなる寸前にタゴールと出会ったと信じられている。よほど嫌な思いをしたのか、ラロンは自らの故郷や出自についてほとんど何も語っておらず分かっていない。イスラム教の村と対立していた事から、ヒンドゥー教の村出身だという説が多いが、イスラム教圏ではイスラム教だったと信じられている。ラロン自らはイスラム教・ヒンドゥー教の分け隔てなく弟子を取り、両派の和解を願った。ラロン廟がバングラデシュのクシュティアに建立されている。聖人としてみなされ、BBCが2004年にベンガル語圏で歴史上人物の人気投票を集った所、12位にランクインした。ラロン・シャなど僅かに発音が違う複数の名前で呼ばれている。

#### ホリ・ダシュ・バウル
ホリ・ダシュ・バウル(Hari Das Baul)はインドの脳性麻痺バウル。取材時点で自らの年齢を覚えていないが、村瀬は外見上から80歳前後と推測している。
生まれながらの小児性脳性麻痺患者で16～17歳ごろ立て続けに父母を亡くし、叔父の家に世話になっていた。
小作人の家に生まれており、叔父への家計負担は重かったものと推測される。
信仰心に篤かった父母にあやかり、信仰生活を送りたいと叔父に願い、バウルではない聖者の元に弟子入りしたが、そこで症状をからかわれ、物乞いとして寄付を集めるのに適していると揶揄され、人として蔑まれた。その結果、失望しそこを去った。
帰郷する旅の途中で病気にかかった子供を助けた事をきっかけにバウルと出会う。そこでいくつかの健康修行法とバウルの歌を伝授された。また、その際必ず良くなると繰り返し励まされたという。
なぜ、バウルの歌を伝授されたのか明記はないものの、生活の糧のない彼に配慮しての可能性が高い。これらの出来事に感じ入った彼は、バウルに入門しその修行者への道を志した。
それまであぜ道を歩くことができず、一度倒れたら人の助けがないと起き上がるのが難しかった状況が改善したという。ここでバウルから伝授された健康修行法がどういったものか語っていないが、それを語る寸前にバウル師がヨガの修行者でもあった事を語っていることから、何らかのヨガの修練法だつた可能性が高い。
教えられたバウルの歌は、秘めた思いがあるらしく、托鉢先などでは歌わず、もっぱら後進のバウル育成のために、バウルへの恩返しと、子供たちに対してのみ歌を歌う。
師からは「神の名を伝えて行きなさい、お前は多くの人の希望となるのだ」といい含まれてたという。
脳性麻痺の後遺症で、振り子のように歩く事から、村人らからは敬意を込めて「振り子行者」の愛称で親しまれているという。
社会の底辺に貶められた貧しい子供たちに、希望の歌を伝え続けた結果、いつのまにか1000人を超える弟子がいるという。
師はビジョイ・クリシュナ・ゴスワミ師。シッカ・グル（第二師匠・宗歌の師匠）はナラヤン・ダシュ・バウル。弟子にシュディル・ダシュ・バウル。孫弟子にゴール・ホリ・ダシュ・バウル。村瀬智はゴールに弟子入りしたためひ孫弟子にあたる。

#### シュナトン・ダシュ・バウル
シュナトン・ダシュ・バウル(Sanatan Das Baul)は1923年生まれのバウル。通称はグラメール・バウル。
バウルを父に生まれ、祖父はクリシュナの一生を再現する音楽劇団を率いて巡業で儲けていた興行主。音楽好きだった彼は父に頼み込みわずか5歳から興行主の祖父の元に移り、共に音楽興行巡業を過ごして育ったという。
インドとパキスタンが分裂する前の13歳の頃、東西にまたがり興行していた祖父の巡業が、東ベンガルの暴動などもあり急激に収益が悪化。
メンバーが次々と帰っていく中、悩みぬいた祖父から相談を受けたシュナトン少年は解散と西ベンガルのフグリへの帰郷を進言したという。
その帰郷途中に盲目のバウル、アナンタ・カナ・バウルと出会い師事、世話を焼く代わりに楽器「ドターラ」の手ほどきを受ける。2か月間手ほどきを受けて楽器の腕を上達させてフグリに帰郷した時には、父はバウルをやめ香辛料商人となっていた。そのバウルからの転籍にショックを受けたものの父の人生は父の物、残念だが許せる心境になったという。それから演奏家の道を進む事にしたものの壁に当たり悩んでいた16歳の時、祖父に相談してバウルの道に入る事を決意。ヴィシュヌ派の寺院で過ごすバウル、ナンダ・ゴパル・ゴスワミ師に頼んでバウル入門。黄土色のゲルア色の衣装を身にまとい、放浪のバウル楽士となった。その暫く後に、とある老女がシュナトンに娘の結婚相手として目を付けた。父を亡くした8歳を少女を扶養する老女は、自らの将来と少女の将来を杞憂し、このままでは成人するまで持たないと判断して、ゴスワミ師に相談した結果、放浪の出家者でありながら家土地を彼に寄進しアーシュラム（寺院もしくは道場）を持てる代わりに8歳の少女と結婚するよう師と老女に説得される。その際、今では子供だが性格も良くいずれ美人になるとも説得されたという。説得を受けた彼は、自由である事、そして土地に縛られず二人で放浪の旅を条件として提示した。そして、放浪の夫婦付き楽士バウルが誕生する事となる。その後、バウルのニタイ・ケパと出会い歌の師と仰ぎ弟子入りする。収入の半分は師に捧げ、残りの半分は妻に渡していたという。ニタイ・ケパ師の指導は厳しく完全に歌をマスターするまでは次の曲へ進めず、1曲を教わるのに1～2ヵ月はかかるのはざらだったという。また、バウル歌のみならず歌の背景となるバウルの修行も治めようとしたが失敗。特に性欲コントロールに失敗し、美しく成人した優しくそして慕う妻との間には、愛欲に流されて4人もの子供を作ってしまった。呆れかえった師匠は、より厳しい適切な師匠を探し、その後ニタイ・ケパ師から紹介された修行の師の元で性欲の抑制に成功したという。ようやく認められ歌と修行を修めたその後、師匠より代理でヴィシュヴァ・バーラティ大学主催のポウショ・メラ（祭り）に出席。師より出席するよう言いつかったという。ここで音楽学部シャンティデヴ・ゴーシュ教授の目に留まりチャンスを物にする。それ以降1966年西ベンガル日刊紙アノンド・パジャル・ポットリカから招待状を受け取り西ベンガル州知事邸宅で演奏。1970年にはインド国営放送カルカッタ支局のラジオ「天空からの神の声」にて定期放送が開始。1972年には首都デリーから招待状を受けての公演をこなすようになり、1984年にはイギリス政府の招待を受けてロンドン公演。次いで1987年はパリ公演、1991年にアメリカ公演をこなした。チャンスを与えてくれたニタイ・ケパ師と大学関係者に深く感謝を述べている。また、招待講演にて、交通費や宿泊代に大金が動く様を驚いたと話しており、日に2～10ルビー程度の収入にしかならないマドッコリ（托鉢生活）にくらべて僅かな公演でその数百倍以上の大金が動く様を警戒し、バウルとしての心を忘れないよう週に2～3日は托鉢生活を送っているという。パルバディ・バウルは弟子。村瀬智は彼に弟子入りした。

### 研究者

#### 村瀬智
村瀬智(むらせさとる）は、日本のバウル研究者。
シカゴ大学に本部を置くAIISの在インド特別研究員としてカースト制度を研究している際に、そのカースト制度から外れたバウルと出会い、それに驚き以降30年以上バウルについて研究した。
カルカッタ大学客員研究員、イリノイ大学からの研究論文の受賞と資金援助などを得てバウルの研究を進め後に大手前大学教授。研究を進めるためにベンガル語を学習し、バウルにも入門した。
また、研究者らしくバウル1988時点での年収が3227ルピー(コメなどの受け取りは市場価格換算）である事を調査したり現地ヒンデゥー教徒が木曜日を質素日として出来るだけ物を消費しないよう生活する日に合わせて、バウルたちが托鉢を遠慮して休日にしている事年150日にもある祭日に遠慮しているために、托鉢ができずに休む日が年117日にも至っている事などを突き止めている。
また、現代バウル識字率が、ベンガル一般と変わらない事、出身カーストが貧困層や底辺のみならず上位カースト（高い身分）からのバウルも一定数いる事なども調べ上げた。ただし、バウルは木曜日に托鉢に行かないのは、グルの日（グル・バール）としている。身分差別であるカースト制度の研究から入ったために、歌やダゴール関係から入った文学的視点の研究者や、あるいは宗教的見解から入った研究者と違う視点で見ている。日本におけるバウル研究の第一人者とみなされている。在インド研究者であった関係で、インド側のバウルに詳しい。

#### 外川昌彦
外川昌彦(とがわまさひこ)は、広島大学准教授、東京外国語大学教授。南アジアの文化人類学的研究。バングラデシュに渡る。ベンガル語を操り、取材に訪れたモノモホン・ドット廟において同じベンガル語でもヒンドゥー教徒とイスラーム教徒で単語の呼び方が違う事に気が付いた。ヒンドゥー教徒は、聖者廟を「シュマティ」と呼ぶが、イスラム教徒は、「マジャル」と呼び、ヒンドゥー教徒は導師を「グル」と呼ぶが、イスラム教徒は「ピール」と呼び、あるいはヒンドゥー教徒が入門式を「ディッカ」と呼ぶのに対して、イスラーム教徒はバヤトと呼び、それは隣同士であっても用法に違いがあり、そして話が通じ共存しあっている状態である。これをベンガル語でプロティショブド（対応語）とよびヒンドゥー教徒がサンスクリット語系であり、イスラム教徒がペルシャ語やアラビア語の影響を受けている事を調べた。また、このような異文化や宗教が寛容にベンガルで共存している状態を調べた。これら異質なものが共存しているのをシンクレティズムと呼んでいる。また、外川はバウルの歌の中心地とよばれるバングラデシュ奥地のネットロコナ地域を訪ね、宗派に関わらず（教義的に対立しやすいヒンドゥー教徒とイスラム教徒が）同じバウルの歌を聞き入り、宗派に帰属していないからこそ両宗派からの入門者を受け入れられる村のバウルを記録している。また、そこではヒンドゥー聖者の歌をイスラーム教徒が歌っていた。前述の通りバングラデシュ側のバウルに詳しい。

### 芸術家

#### 秋野不矩
秋野不矩(あきのふく)は静岡県出身の日本画家で、京都市立美術専門学校(のち京都市立芸術大学)の助教授(のちインド帰国後に教授)。創作活動に思い悩んでいた時に、ビスバ・バーラティー大学(タゴール国際大学)への日本画を教える客員教授としての赴任を他の教員と共に持ちかけられ、手を挙げて赴任する。タゴール国際大学はバウルと縁が深い大学だった事もあり、そこでバウルと邂逅する。文献上のバウルと出会った日本人は、一般的に入手可能な資料範囲内では彼女が最古の可能性が高い。彼女はその歌に衝撃を受けて、以降その歌声を録音したテープを聞きながら絵を描き続けたという。1992年に『画文集 バウルの歌』を執筆。自らの限界を超えるよすがになったと記述している。

## 関連文献
- 川内有緒『バウルの歌を探しに バングラデシュの喧騒に紛れ込んだ彷徨の記録』（幻冬舎文庫, 2015年6月10日, ISBN 978-4-344-42346-6）
- 秋野不矩『画文集 バウルの歌』（筑摩書房, 1992年11月5日, ISBN 4-480-87211-6）